# William J. Fallon
William Joseph Fallon (East Orange, 30 dicembre 1944) è un ammiraglio statunitense comandante dello U.S. Central Command dal marzo 2007 fino a marzo del 2008.
È stato ammiraglio a quattro stelle e ha servito nella Marina statunitense più di 41 anni. Il suo ultimo incarico militare è stato quello di comandante dello US-CENTCOM (U.S. Central Command) dal marzo 2007 fino a marzo del 2008. L'ammiraglio Fallon è stato il primo ufficiale navale a ricoprire l'incarico. Gli altri suoi incarichi a quattro stelle includevano quello di Comandante dello U.S. Pacific Command dal febbraio del 2005 al marzo 2007; Comandante dello U.S. Fleet Forces Command dall'ottobre 2003 al febbraio 2005, e 31° Vice Capo delle Operazioni Navali dall'ottobre del 2000 all'agosto del 2003.
Il giorno 11 marzo del 2008, annunciava le sue dimissioni dal CENTCOM ed il ritiro dal servizio attivo, adducendo "complicazioni amministrative" causate in parte da un articolo del periodico Esquire, che lo descriveva come l'unico ostacolo tra l'amministrazione Bush e la guerra con l'Iran.

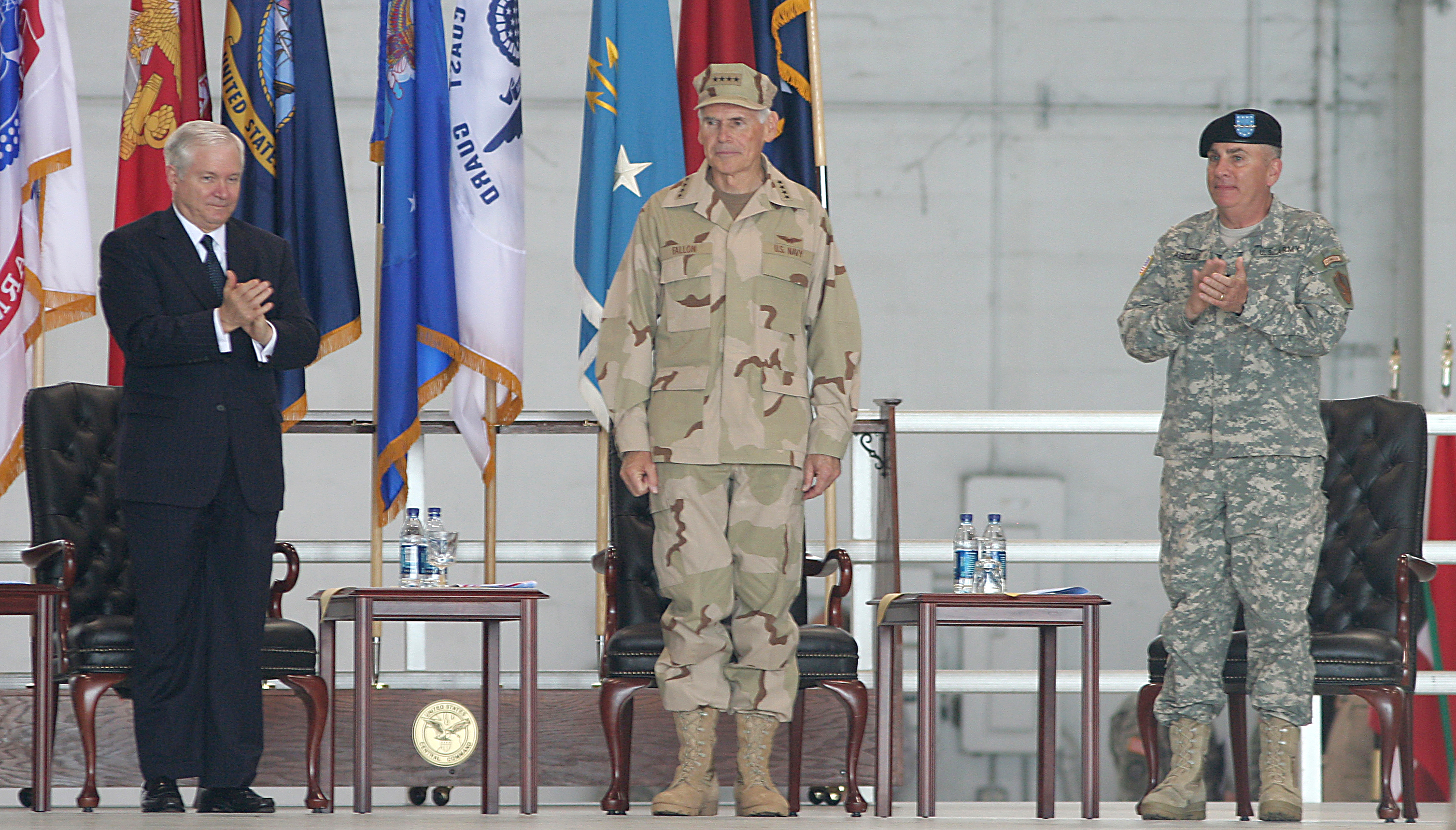
Robert Gates con Fallon e John Abizaid alla cerimonia "CENTCOM Change of Command" del 2007.

## Giovinezza ed istruzione
William Fallon nacque ad East Orange nello stato del New Jersey, ma crebbe a Merchantville, New Jersey.
Ottenne un diploma dalla Camden Catholic High School di Cherry Hill, New Jersey
Laureatosi alla Villanova University nel 1967, riceve il diploma attraverso il programma Navy ROTC e viene nominato Naval Flight Officer fino al completamento del addestramento al volo nel dicembre 1967.

## Carriera militare
Dopo l'addestramento al volo militare navale Alla NAS Pensacola in Florida ed alla NAS Glynco in Georgia, William Fallon inizia la sua carriera operativa nell'aviazione navale volando su di un aereo-vedetta RA-5C Vigilante con base alla NAS Sanford in Florida e successivamente a NAS Albany della Georgia. In seguito venne impiegato in combattimento nella Guerra del Vietnam. Nel 1974 venne addestrato alla transizione verso i A-6 Intruder nella base NAS Oceana in Virginia.
Complessivamente, vola per 24 anni con squadroni di ricognizione RVAH (Reconnaissance Attack Squadrons), con squadroni di attacco (VA) e sui caccia imbarcati su portaerei ("Carrier air wings" o "CVW"), dispiegati sull'Oceano Pacifico, sull'Atlantico e sull'Oceano Indiano e nel Mediterraneo, a bordo della USS Saratoga (CV-3), USS Ranger (CV-61), USS Nimitz (CVN-68), USS Dwight D. Eisenhower (CVN-69) e USS Theodore Roosevelt (CVN-71). Conta più di 1 300 appontaggi frenati sulle portaerei e più di 4 800 ore di volo in aviogetti tattici.

### Comandante delle "Tigri Volanti"
William Fallon comandò l'Attack Squadron 65 (The World Famous Fighting Tigers) a bordo della portaerei Dwight D. Eisenhower. A terra diresse il "Medium Attack Wing One" con base alla NAS Oceana, Virginia, e in seguito il Carrier Air Wing Eight a bordo della portaerei Theodore Roosevelt durante un dispiegamento di combattimento nel Golfo Persico a copertura della "Operazione Desert Storm" nel 1991.
Nel 2005, sempre come comandante del "Carrier Group Eight" in 1995, venne impiegato nel Mediterraneo come capo del gruppo di battaglia Theodore Roosevelt e diresse la Battle Force Sixth Fleet (CTF 60) durante l'Operazione Deliberate Force in Bosnia.
L'ammiraglio Fallon ebbe l'incarico di comandante della "Second Fleet" e della "Striking Fleet Atlantic" dal novembre del 1997 al settembre del 2000.
Nel febbraio del 2001, mentre occupava il ruolo di Vice Capo delle Operazioni Navali, Fallon venne inviato in Giappone come inviato presidenziale speciale per porgere le scuse degli Stati Uniti per la collisione del sottomarino USS Greeneville (SSN-772) con il peschereccio Ehime Maru, che provocò l'affondamento di quest'ultimo.
Venne in seguito confermato per il ruolo di comandante generale dello "U.S. Fleet Forces Command" e della "Atlantic Fleet" dall'ottobre del 2003 al febbraio del 2005. In seguito divenne comandante della U.S. Pacific Command dal febbraio 2005 fino a marzo 2007; questo incarico era il suo terzo ruolo a quattro stelle – una rarità per gli ufficiali militari.
Durante il suo mandato come capo del "U.S. Pacific Command", Fallon ebbe un approccio conciliante verso la Cina, una posizione che gli attirò le ire dei falchi guerrafondai, tra questi il reporter Bill Gertz del Washington Times.

### United States Central Command
Il 4 gennaio del 2007 il presidente George W. Bush nomina Fallon al suo quarto incarico come comandante a quattro stelle per sostituire John Abizaid, che si ritirava dall'Esercito degli Stati Uniti, nel ruolo di comandante dello United States Central Command, (CENTCOM).
Assunse il comando il 16 marzo. Come comandante del Central Command, Fallon era l'ufficiale immediatamente superiore al generale David Petraeus, comandante all'epoca della Coalizione multinazionale in Iraq. Come comandante del CENTCOM, Fallon criticò spesso l'Iran, anche se allo stesso tempo auspicava dei negoziati. Nel maggio del 2007, metteva in risalto la necessità che gli Stati Uniti continuassero a mantenere una presenza militare nel Medio Oriente. Nonostante questo, affermò anche: "Dobbiamo escogitare un modo per arrivare ad un arrangiamento con loro [Iran]".

### Dimissioni dal CENTCOM
In un programma di Al-Jazeera messo in onda il 30 settembre del 2007, Fallon mosse delle forti critiche a quelli che pubblicamente sollecitavano un attacco urgente contro l'Iran, dichiarando: "Questo costante tambureggiare di guerra è quello che più mi urta, una cosa che ritengo non utile. [...] Io spero che non ci sia una guerra ed è per questo che dovremmo lavorare." Disse anche che l'Iran non è poi così forte come si proclama, "Non militarmente, economicamente oppure politicamente." e si riferì agli iraniani come a formiche, "Questi tipi sono formiche. Quando verrà il loro momento, li schiacceremo."
Il giorno 11 marzo del 2008 il ministro Robert Gates (Segretario della Difesa degli Stati Uniti) annunciava le dimissioni di Willian Fallon da comandante del CENTCOM. Gates dichiarava che le motivazioni di Fallon che lo portarono alla rinuncia si centravano sulla controversia concernente un articolo apparso sulla rivista Esquire che lo raffigurava come apertamente critico della amministrazione Bush particolarmente riguardo alla politica americana verso l'Iran.
Dopo le sue dimissioni dall'incarico interpretate come una forma per esprimere il suo dissenso nei confronti di un'azione militare contro l'Iran, il giornale conservatore The Washington Times controbatteva che molti critici di Fallon (tra militari attivi e ritirati) ritenevano che fosse stato spinto a dimettersi ("pushed to resign") da ufficiali superiori "perché aveva fallito nel disporre misure adeguate per prevenire l'entrata di terroristi stranieri, armi e munizioni in Iraq".

## Impieghi nell'ambito civile
William Fallon è stato consigliere in una "fellowship" del Centro di Studi Internazionali del Massachusetts Institute of Technology, per una durata di nove mesi, iniziati nell'agosto 2008. Collabora con la comunità del MIT nella ricerca, seminari, conferenze ed altri progetti..

### Riconoscimenti e condecorazioni
Le onorificenze ricevute da Fallon includono:
| Naval Flight Officer insignia                                                   |
| Distinguished Service Medal                                                     |
| Defense Superior Service Medal                                                  |
| Legion of Merit con tre award star                                              |
| Bronze Star                                                                     |
| Meritorious Service Medal with two award stars                                  |
| Air Medal with gold award star, Combat V and bronze "3" (strike/flight numeral) |
| Navy Commendation Medal with gold award star and Valor V                        |
| Navy Achievement Medal                                                          |

- Varie condecorazioni per le unità comandate e campagne in cui ha combattuto.